# Sant'Alessandro (zona di Roma)
Sant'Alessandro è la zona urbanistica 5I del Municipio Roma IV di Roma Capitale. Si estende sulla zona Z. VI Settecamini.

## Geografia fisica

### Territorio
La zona confina:
- a nord con le zone urbanistiche 4H Sacco Pastore e 4O Tor San Giovanni
- a est con il comune di Guidonia Montecelio
- a sud con la zona urbanistica 5L Settecamini
- a ovest con la zona urbanistica 5E San Basilio

## Storia
Sant'Alessandro corrisponde all'antica Ficulea, cui dava il nome alla via Nomentana prima che prendesse il nome odierno (Via Ficulensis).
Il centro attuale si è sviluppato nella 2ª metà del XX secolo, specialmente dopo gli anni ottanta, causa l'installazione, tra la via Nomentana e la via Tiburtina, della Centrale del Latte di Roma.

## Monumenti e luoghi d'interesse

### Siti archeologici
- Villa a Sant'Alessandro (sito A), su via Dante da Maiano (via Nomentana VIII miglio, 41.960885°N 12.603992°E). Villa del I secolo a.C.[1] con modifiche di età imperiale, quando la zona venne insediata di fornaci. La villa, tagliata in due da Via Dante da Maiano, è visibile dalla via stessa e dista circa 800 metri da via Nomentana.[2] La porzione più grande della villa si trova a nord di Via Dante da Maiano, ove vi è l'area usata come giardino, in seguito suddiviso in due parti tramite una costruzione centrale, contornata da un portico di cui rimangono i lati ovest e nord. Del portico occidentale, largo 3,40 metri, rimangono resti per circa 60 metri. Esso constava di colonne in laterizio ricoperto con stucco bianco con scanalature. Il portico settentrionale è lungo 33 metri ed è costituito da pilastri in laterizio.[2] A sud di via Dante da Maiano vi sono cinque sale, gravemente danneggiate dalla realizzazione della via stessa e dal susseguirsi di lavori agricoli. Dei vani restano i muri perimetrali in opus reticolatum e resti delle pavimentazioni in opus signinum, ed in due ambienti in opus sectile.[2] Sotto ad essi vi sono delle sale sotterranee di servizio in opus reticolatum in tufo, collegate tra loro con dei collegamenti ad archi e soffitto a volta a botte. A queste sale ipogee si aggiunge un altro vano con muratura in opus mixtum e volta a crociera e collegato a delle sale ancora sconosciute. Una scala, sita presso un ambiente che si pensa che sia una cucina, permetteva di passare da un piano all'altro.[2]
- Villa a Sant'Alessandro (sito C), su via Cielo D'Alcamo (via Nomentana IX miglio, 41.960725°N 12.597083°E). Villa del II secolo a.C.[3]
- Complesso termale-ninfeo, su via Forno Casale, a sud del fosso del Fornaccio. Terme del I secolo a.C. e ninfeo del III/IV secolo.[4]
- Sepolcri di via Nomentana, su via Nomentana angolo via di Prato Lauro (41.968175°N 12.602689°E). Sepolcri dell'età imperiale.
- Catacombe di Sant'Alessandro, su via Nomentana (VII miglio). Catacombe del II secolo e basilica del IV secolo; site al km 13 della via Nomentana, di fronte alla chiesa eponima, sono in grave stato di abbandono e necessitano un restauro. Il complesso cimiteriale è stato scoperto mediante una campagna di scavi archeologici alla ricerca di Ficulea nel 1854. L'annessa basilica fu costruita nel II secolo. L'altare è ad archi sovrapposti e nell'aula basilicale vi sono due colonne corinzie e l'abside è rivolto sulla Nomentana. Le catacombe sono nella cripta al livello sottostante su un piano unico e conservano delle ampolle votive con oli balsamici ed odorosi.
- Antica via Nomentana. Al chilometro 12, ad una stazione di servizio tra la Tenuta Coazzo e l'incrocio della Nomentana con le vie di Sant'Alessandro e della Cesarina, vi è un tratto del basolato originario della Nomentana del periodo romano, in opus lastricatum[5], lastricato lungo 150 metri.

### Altri siti
- Torraccio di Capobianco, detto anche Torre Castiglione. Si trova al km 13.600 della via Nomentana (presso il civico 1365). In realtà si tratta di un sepolcro in calcestruzzo con struttura cilindrica e foro sferico centrale. Fu costruito in epoca romana (forse epoca augustea) e nel XIII secolo fu riutilizzato ed innalzato a mo' di torre di vedetta ma attualmente tale sopraelevazione risulta distrutta dal tempo.

## Sport
A Sant'Alessandro vi sono vari campi di tennis e di calcio a livello amatoriale e vari club sportivi. Inoltre vi è la squadra calcistica di Sant'Alessandro che milita nei campionati dilettantistici.